# ITF Büschl Open
ITF Büschl Open — профессиональный женский теннисный турнир. Играется на крытых кортах с ковровым покрытием.
Теннисисток принимает спорткомплекс в Исманинге, Бавария.

## Общая информация
Исманингский зальный турнир основан в 2006 году как часть позднеосенней зальной серии. Первое соревнование имело минимальный, по меркам тура ITF, призовой фонд в 10 тысяч долларов. Однако уже через два года призовой фонд вырос в пять раз и турнир заметно укрепил свой состав участников: приезжать в Баварию не брезговали играть многие действующие игроки первой сотни одиночного рейтинга, например в 2012 году последняя сеянная была 106-й ракеткой мира

## Финалисты разных лет

### Одиночный турнир
| Год  | Чемпионка                  | Финалистка           | Счёт           |
| ---- | -------------------------- | -------------------- | -------------- |
| 2012 | Анника Бек                 | Ева Бирнерова        | 6-3 7-6(8)     |
| 2011 | Энн Кеотавонг              | Ивонн Мойсбургер     | 6-3 1-6 6-2    |
| 2010 | Урсула Радваньская         | Андреа Главачкова    | 7-5 6-4        |
| 2009 | Барбора Заглавова-Стрыцова | Кристина Барруа      | 6-4 4-6 7-6(5) |
| 2008 | Татьяна Малек              | Кристина Барруа      | 6-2 6-3        |
| 2007 | Мартина Суха               | Оксана Любцова       | 6-4 6-4        |
| 2006 | Астрид Бессер              | Анастасия Пивоварова | 6-3 6-3        |

### Парный турнир
| Год  | Чемпионки                                | Финалистки                        | Счёт           |
| ---- | ---------------------------------------- | --------------------------------- | -------------- |
| 2012 | Ромина Опранди Амра Садикович            | Джилл Крейбас Ева Грдинова        | 4-6 6-3 [10-7] |
| 2011 | Кики Бертенс Энн Кеотавонг               | Кристина Барруа Ивонн Мойсбургер  | 6-3 6-3        |
| 2010 | Кристина Барруа (2) Анна-Лена Грёнефельд | Татьяна Арефьева Юлиана Федак     | 6-1 7-6(3)     |
| 2009 | Элени Данилиду Ясмин Вёр                 | Екатерина Деголевич Ева Грдинова  | 6-2 4-6 [10-5] |
| 2008 | Оксана Любцова Ксения Первак             | Юлия Гёргес Лаура Зигемунд        | 6-2 4-6 [10-7] |
| 2007 | Кристина Барруа Юлия Гёргес              | Андреа Главачкова Луция Градецкая | 2-6 6-2 [10-7] |
| 2006 | Ева-Мария Хох Лидия Штайнбах             | Сабрина Йолк Аннетта Колб         | 6-2 6-1        |